# آلکسیس سیپراس
آلکسیس سیپراس (یونانی: Αλεξης Τσίπρας، تلفظ [aˈleksis ˈt͡sipras]; زاده ۲۸ ژوئیه ۱۹۷۴) سیاستمدار یونانی و نخست‌وزیر پیشین یونان (یکصد و هشتاد و پنجمین نخست‌وزیر یونان؛ از ۲۰۱۵ تا ۲۰۱۹) است. وی رهبر حزب چپ‌گرای سیریزا بوده‌است.
وی برای اولین بار در سال ۲۰۰۹ به عضویت مجلس یونان درآمد. او در انتخابات ۲۰۱۲ یونان با توجه به مسائل ریاضت اقتصادی حکومتی، تصمیم به شرکت گرفت و کاندیداتوری خود را اعلام کرد، آنتونیس ساماراس رهبر حزب راستگرای یونان از بزرگترین رقبای وی در این کارزار بود.
حزب سیریزا به رهبری او در روز یکشنبه ۲۵ ژانویه ۲۰۱۵ موفق به کسب اکثریت قاطع آرا شد.
آقای سیپراس در ماه اوت سال ۲۰۱۵ در پی پذیرش سومین برنامه ریاضت اقتصادی و بحران مشروعیت از سمت خود استعفا داد.
حزب وی بار دیگر در انتخابات پارلمانی بیستم سپتامبر سال ۲۰۱۵ توانست اکثریت آرا را به دست بیاورد و به این ترتیب آقای سیپراس بار دیگر نخست‌وزیر یونان شد. وی برای دومین بار روز بیست و یکم سپتامبر به عنوان نخست‌وزیر در برابر رئیس‌جمهوری یونان سوگند خورد.

## زندگی‌نامه
آلکسیس سیپراس در ۲۸ ژوئیه سال ۱۹۷۴ تنها سه روز پس از سقوط دولت سرهنگها در شهر آتن به دنیا آمد.
وی تحصیلات خود را در رشته مهندسی عمران در دانشگاه صنعتی ملی آتن به اتمام رسانده‌است. در حین انجام تحصیلات تکمیلی او کارش را به عنوان مهندس عمران در صنعت ساختمان آغاز کرد.

## فعالیت سیاسی
او در اواخر دهه هشتاد میلادی به انجمن کمونیست‌های جوان پیوست و در اعتراضات دانش‌آموزی و دانشجویی نقشی فعال ایفا کرد.
الکسیس سیپراس در ۳۳ سالگی به عنوان رهبر ائتلاف چپ انتخاب شد و لقب جوانترین رهبر یک حزب سیاسی در یونان را از آن خود کرد (حزب جوانان سیناس‌پیسموس). وی در سمت منشی جوانان سیناس‌پیسموس نقش فعالی در ایجاد انجمن اجتماعی یونان عهده‌دار بود و در راهپیمایی‌ها و تظاهرات بسیاری بر ضد جهانی‌شدن نئولیبرالیسمی حضور داشت.
سیپراس در رشته مهندسی عمران در دانشگاه صنعتی آتن درس خواند و در سال ۲۰۰۰ فارغ‌التحصیل شد. پس از آنکه تحصیلات عالیه خود را در رشته برنامه‌ریزی شهری و منطقه‌ای ادامه داد ام‌فیل بین رشته‌ای را در مدرسه معماری دانشگاه صنعتی آتن اخذ کرد. در دوران تحصیلات عالیه‌اش همزمان به کار ساخت‌وساز مشغول بود و چند مطالعه و پروژه با موضوع شهر آتن انجام داد.
سیپراس در دوران دانشجویی‌اش به جنبش نوظهور چپ‌گرا پیوست که عمده‌ترین آن‌ها گروه انسلادوس (یونانی: Εγκέλαδος) بود و به عنوان عضوی از این گروه توانست به هیئت مدیره اتحادیه دانش‌آموزی مدرسه مهندسی عمران دانشگاه صنعتی آتن برسد. وی نماینده دانشجویان در سنای دانشگاه بود و از سال ۱۹۹۵ تا ۱۹۹۷ عضو برگزیده شورای مرکزی اتحادیه دانش‌آموزی ملی یونان (EFEE) بود.
وی در انتخابات سال ۲۰۰۹ توانست به عنوان نماینده شهر آتن به مجلس یونان راه پیدا کند و رهبری حزب سیریزا را نیز به عهده بگیرد.
حزب سیریزا به رهبری آلکسیس سیپراس، درانتخابات ژانویه ۲۰۱۵ یونان، توانست بیشترین آرای مردم را از آن خود کند.

## دوران نخست‌وزیری

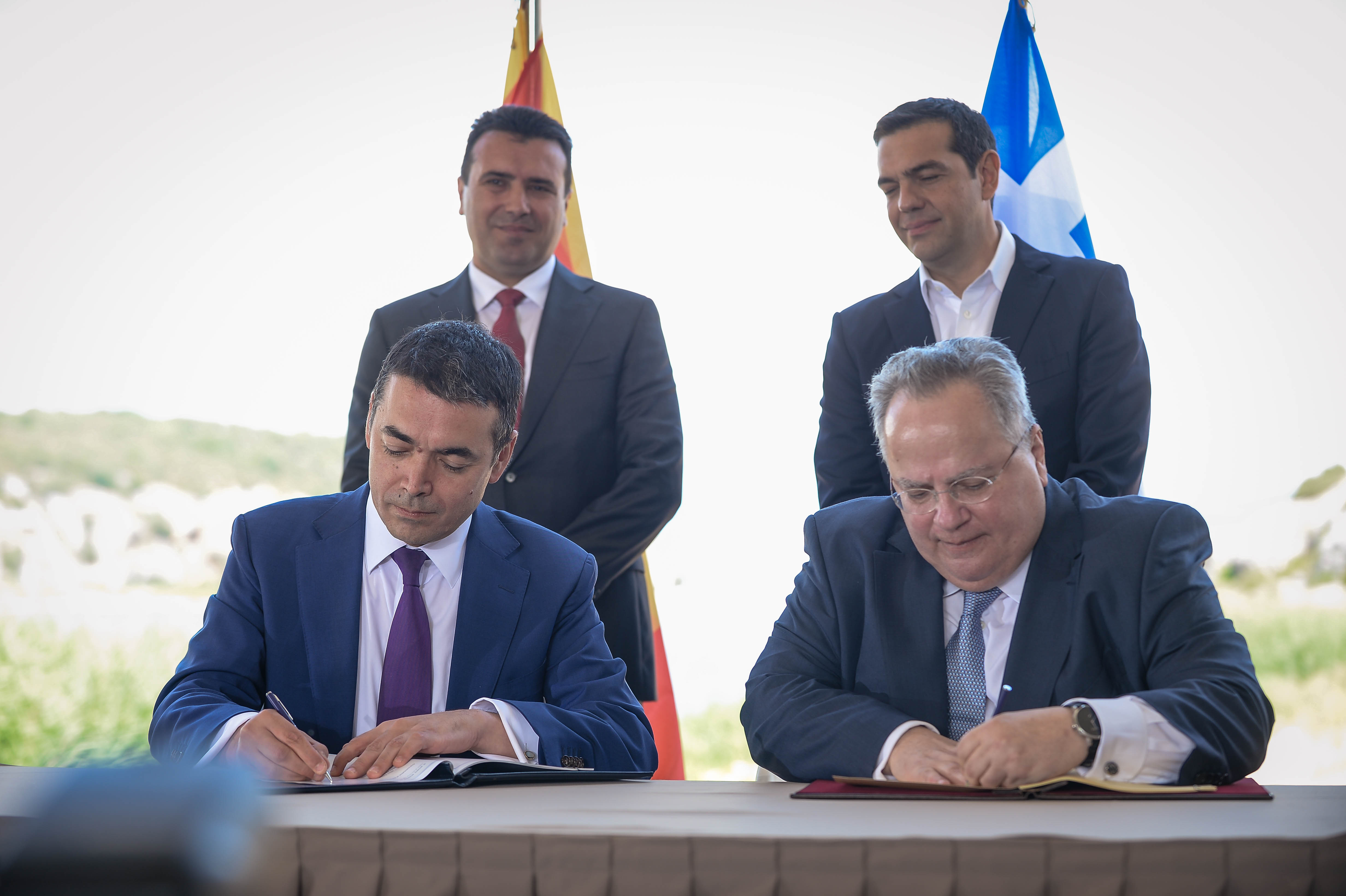
آلکسیس سیپراس در کنار نخست وزیر دیگر

### آغاز نخست‌وزیری (جنوری-آگست ۲۰۱۵)
آلکسیس سیپراس پس از ائتلاف با حزب راست‌گرای یونانی‌های مستقل به عنوان نخست‌وزیر جدید یونان سوگند یاد کرد.
او تأکید کرد که به دلیل عدم اعتقاد به خدا، سوگند دینی نخواهد خورد.
وی در تاریخ ۲۰ اوت ۲۰۱۵ استعفاء داد. در پی پیروزی حزب سیریزا در انتخابات پارلمانی بیستم سپتامبر ۲۰۱۵ سیپراس بار دیگر نخست‌وزیر یونان شد.
وی در دیدار با اسقف یرونیموس دوم آتن با وجود اینکه تأیید کرد که حزبش رابطه خوبی با کلیسا دارد یک چالش دینی دیگر ایجاد کرد. وی گفت که یک خداناباور است و نه بچه‌هایش را غسل تعمید داده و نه سوگند مذهبی یاد کرده‌است.
اولین کاری که سیپراس پس از ادای سوگند انجام داد زیارت از یادبود مقاومت یونانی‌ها در کیساریانی بود. او با قرار دادن گل سرخ یاد و خاطره ۲۰۰ عضو مقاومت یونان را که در سال ۱۹۴۴ توسط ارتش آلمان نازی اعدام شده بودند گرامی داشت.

### همه‌پرسی نجات مالی
در ۲۷ جون ۲۰۱۵ سیپراس اعلام یک همه‌پرسی برای پذیرش یا عدم پذیرش طرح نجات مالی برای خروج از بحران بدهی کرد که به صورت مشترک توسط کمیسیون جونکر، صندوق بین‌المللی پول و بانک مرکزی اروپا ارائه شده بود.

### دومین دوره نخست‌وزیری (۲۰۱۵ - ۲۰۱۹)
در انتخابات سال ۲۰۱۵ یونان، که در ۲۰ سپتامبر ۲۰۱۵ صورت گرفت، الکسیس سیپراس موفق شد با درصد آرای ۳۵٫۵۰٪ نسبت به رقیبش سیریزا، دوباره به عنوان نخست‌وزیر انتخاب شود.

## زندگی شخصی
الکسیس سیپراس ازدواج نکرده‌است. شریک ثبت شده‌اش، پریسترا بتی باتزیانا است که یک مهندس برق و کامپیوتر است. آن دو در سال ۱۹۸۷ در یک دبیرستان همدیگر را ملاقات کردند. سرانجام هر دوی آن‌ها به عضویت شاخه جوانان حزب کمونیست یونان درآمدند. آن‌ها در آتن زندگی می‌کنند و دو پسر دارند. نام پسر کوچک‌ترشان ارنستو است که منسوب به چه گوارا است. سیپراس یک هوادار فوتبال است، در نزدیکی استادیوم بزرگ شده‌است و طرفدار پاناتینایکوس است و تا جایی که بتواند بازی‌های خانگی این تیم را از نزدیک می‌بیند.

## سفر به ایران
در ۱۸ بهمن ۱۳۹۴، و چند هفته پس از اجرایی شدن برجام، الکسیس سیپراس در صدر هیئتی بلندپایه به اصفهان و سپس تهران سفر کرد. او در جریان این سفر با حسن روحانی، رئیس‌جمهور و علی خامنه ای، رهبر ایران دیدار و گفتگو کرد.